# Högsbo 421
Högsbo 421 är ett köpcentrum beläget vid Långeberg i sydöstra delen av Högsbo Industriområde i Göteborg, alldeles intill Ängårdsbergen och strax norr om Sisjöns industriområde. Centret öppnade den 25 oktober 2006 och designades av Gert Wingårdh vid Wingårdh arkitektkontor.

## Beskrivning
I slutet av 1990-talet fanns det ett behov av ytterligare ett köpcentrum i västra Göteborg, och år 2000 förvärvades den gamla galonfabriken i Sisjöns industriområde för att ombildas till ett externt handelscentrum. Wingårdh arkitektkontor anlitades. Köpcentrumet utformades med en vit fasad och interiör som blandades med en svart frontbyggnad i kompositmaterial. Namnet 421 togs från de första tre siffrorna i postnumret och är även det namn som centrumet oftast går under. 421 öppnade den 25 oktober 2006, sex år efter projektets start. Sammanlagt finns här 29 800 m2 försäljningsyta och 1 600 parkeringsplatser.
År 2007 köpte det holländska fastighetsbolaget Eurocommercial Properties  Högsbo 421 och förvaltningen gick till Jones Lang LaSalle. Eurocommercial har sålt anläggningen till Fastighets AB Balder.

## Butiker
Det finns ett femtontal butiker inhyrda hos Högsbo 421, varav den största är ICA Maxi som hyr 11,783m². Övriga butiker delar på 18,472m² och bland dessa finns konfektionsbutikerna H&M, Intersport, Dressman, Lindex, KappAhl och Skopunkten. En annan stor hyresgäst är Media Markt (Power sedan oktober 2023) vars varuhus i Högsbo var det andra att öppnas i Sverige efter Heron City i Stockholm. Andra butiker är lågpris butiken ONGO, Jysk, Hemtex och Seng. Rosegarden är en restaurang.